# 黄河 (歌曲)
黄河是中国最早的学堂乐歌之一，由杨度和曾志忞在1904年先後作詞和譜曲，沈心工於次年重新作曲並廣為傳唱。

## 創作
1864年10月7日，清政府在《勘分西北界约记》中向俄國割讓了外西北的土地，包括緊鄰唐努乌梁海的阿爾泰淖爾烏梁海，同時俄國通過非法移民向唐努烏梁海渗透，并鼓励俄商在唐努烏梁海盗掘金矿，同时積極進行军事介入。1879年，俄国要求清政府将国界從薩彥嶺南移至葉尼塞河甚至唐努烏拉山，遭到拒绝，但俄國仍于1886年委任勘界委员，1892年又要求清政府重新勘界，1903年，俄國再次向清政府施壓，在此背景下，正在日本留学的杨度於1904年創作了詩歌黃河。杨度的歌词问世后不久，曾志忞就在他所编的《教育唱歌集》中為黄河作曲，但曲调平铺直叙，气势不足，1905年同样是留日学生的沈心工為黃河作曲，遂廣為傳唱。

## 歌詞
黄河黄河，出自昆仑山，远从蒙古地，流入长城关。
古来圣贤，生此河干。独立堤上，心思旷然。
长城外，河套边，黄沙白草无人烟。
思得十万兵，长驱西北边。
饮酒乌梁海，策马乌拉山。
誓不战胜终不还。

君作铙吹，观我凯旋。

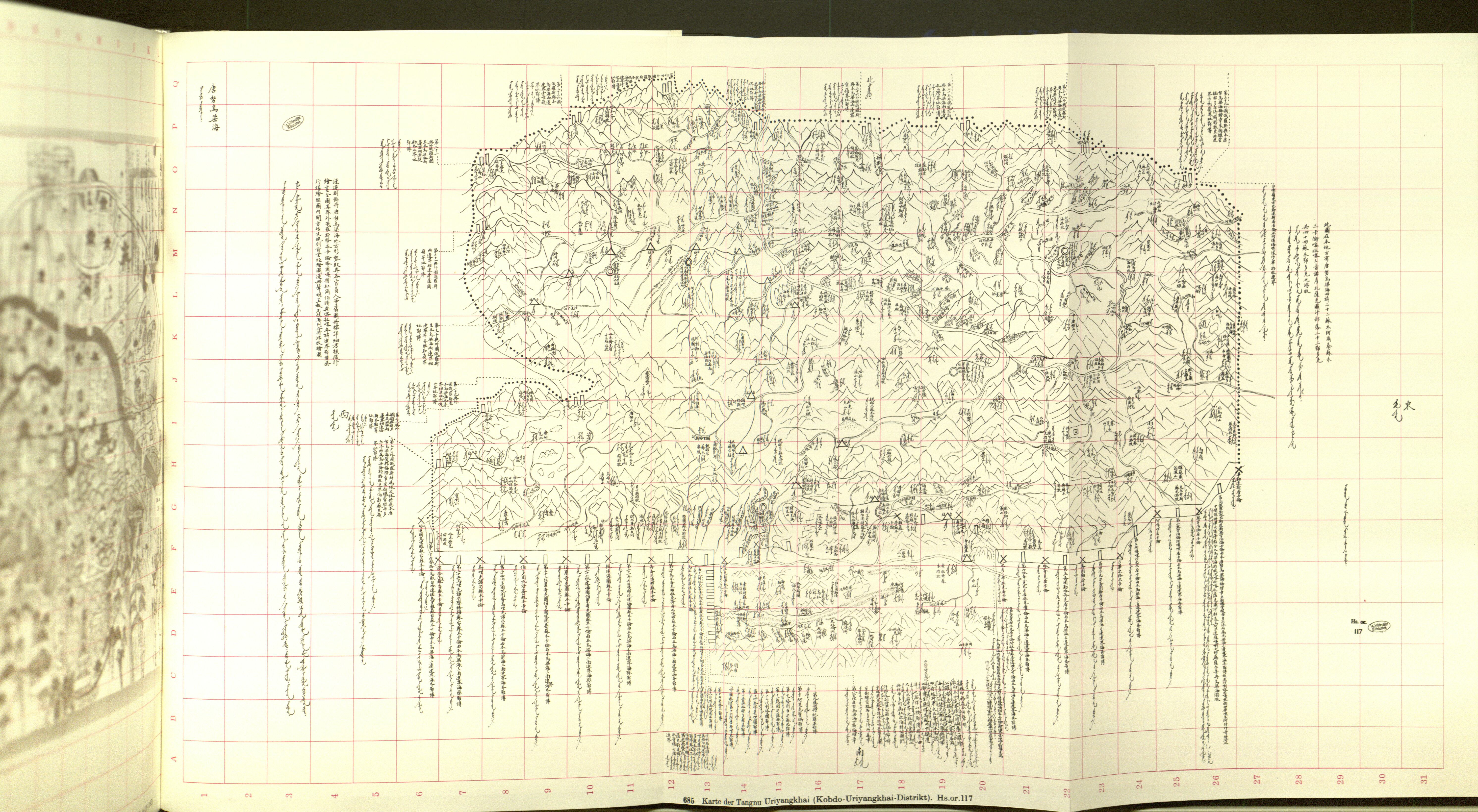
1907年清政府繪製的唐努烏梁海地圖

歌词通篇句尾皆压同一韵，属于“言前辙”，这一韵尾也被称为“阳声韵”，其韵音洪亮，表达热情奔放、慷慨激越之情。歌词可分为两大部分，第一部分从“黄河黄河”到“黄沙白草无人烟”，以叙述、描写为主，描绘黄河上游的景色。第二部分从“思得十万兵”到“观我凯旋”，以抒怀为主，是歌曲的高潮部分。歌词以代表中华民族形象的“黄河”为题材，描写黄河经由蒙古流入长城的景色，同时又表现出对“古来圣贤”的追慕和“饮酒乌梁海，策马乌拉山”的壯志。文辞雅俗共赏，风格上颇具宋代豪放词乐遗风。
|                     | 凡命將征討，有大功獻俘馘者，其日備神策兵衛於東門外，如獻俘常儀，其凱樂用鐃吹二部。 |
| ——《舊唐書·音樂志》 |                                                                                    |

## 旋律和曲調
黃河的旋律为级进式，除了结尾句中出现大跳进律式外，其余部分沈心工基本采用级进式规则，偶尔使用三、四度的小跳音程贯穿其中。歌詞的第一部分主要描写长城外的壮伟景象，此時旋律以级进加小跳为主，节奏紧凑而富于行进性，情绪沉稳，较多运用附点音符。歌曲的第二部分渐入高潮，音高在时间的进行过程中向高音区发展，运用模进的旋律发展手法，让旋律不断发展，在结尾运用大量长音符。
黄河的曲调采用西洋乐中的大调音阶进行创作，大调调式与歌词风格的和谐统一呈现出进行曲风格，充分表达出歌曲的雄壮意境。全曲只有单声音乐，没有和声伴奏，沈心工采用尽量简单纯粹的排比式曲调旋律配合歌词，在歌词景物描写阶段采用舒缓悠长的曲风表现长城风光，后一部分則提高音域以配合歌词慷慨激昂的情绪，同时在歌词前后呼应的部分采用主音、属音配合，增强段落结构的完整性和曲調的抒情性。

## 評價
黄自：“我最爱黄河一首，这个调子非常的雄沉慷慨，恰切歌词的精神。国人自学校唱歌有此气魄，实不多见。”
钱仁康：“排比式的旋律一线相续，蜿蜒而下，势若游龙，描写黄河浩浩荡荡从蒙古流入长城关的豪迈气势，恰到好处。”